# Julianakerk (Dordrecht)
De Julianakerk is het kerkgebouw van de Gereformeerde Gemeente in de stad Dordrecht, in de Nederlandse provincie Zuid-Holland. De kerk  is gebouwd in 1928 en heeft diverse kenmerken van de Amsterdamse School en bevindt zich op de hoek van de Mauritsweg en de Krispijnseweg.